# Platycerota percrinita
Platycerota percrinita là một loài bướm đêm trong họ Geometridae.